# Sint-Josephkerk (Passart)
De Sint-Josephkerk is een voormalige parochiekerk van de tot het Heerlense stadsdeel Heerlerheide behorende wijk Passart, gelegen aan Sint-Josephstraat 20 in Hoensbroek.

## Geschiedenis
De parochie komt voort uit de toename van het inwonertal ten gevolge van de opening van de naburige Staatsmijn Emma. De katholieken moesten kerken in Hoensbroek en wensten al snel een eigen parochie. Deze werd in 1930 opgericht met de kerk op Hoensbroeks grondgebied. Een noodkerk werd ingericht, maar de Tweede Wereldoorlog leidde ertoe dat het in 1939 door Alphons Boosten vervaardigde ontwerp pas in 1950 kon worden gerealiseerd. Enige haast was geboden, zo meende de burgemeester van Hoensbroek, daar de aanhang onder de mijnwerkers van het socialisme en het communisme hem -en de clerus- zorgen baarde. In 1951 kwam de kerk gereed, welke in 1955 werd gewijd.
In 1982 werd nog een dakruiter met carillon geplaatst. In 2010 echter werd de kerk onttrokken aan de eredienst. In 2013 werd ze geklasseerd als gemeentelijk monument. Een herbestemming werd echter niet gevonden.

## Gebouw
Het betreft een bakstenen kruisbasiliek met een kenmerkend roosvenster in de westgevel, ronde bogen en een interieur dat schoon metselwerk en een houten gebint toont. Het koor heeft een kooromgang. Een toren ontbreekt, afgezien van voornoemde dakruiter. De kerk heeft een geschilderde kruisweg, en ook een houtgesneden kruisweg.